# Simon Achidi Achu

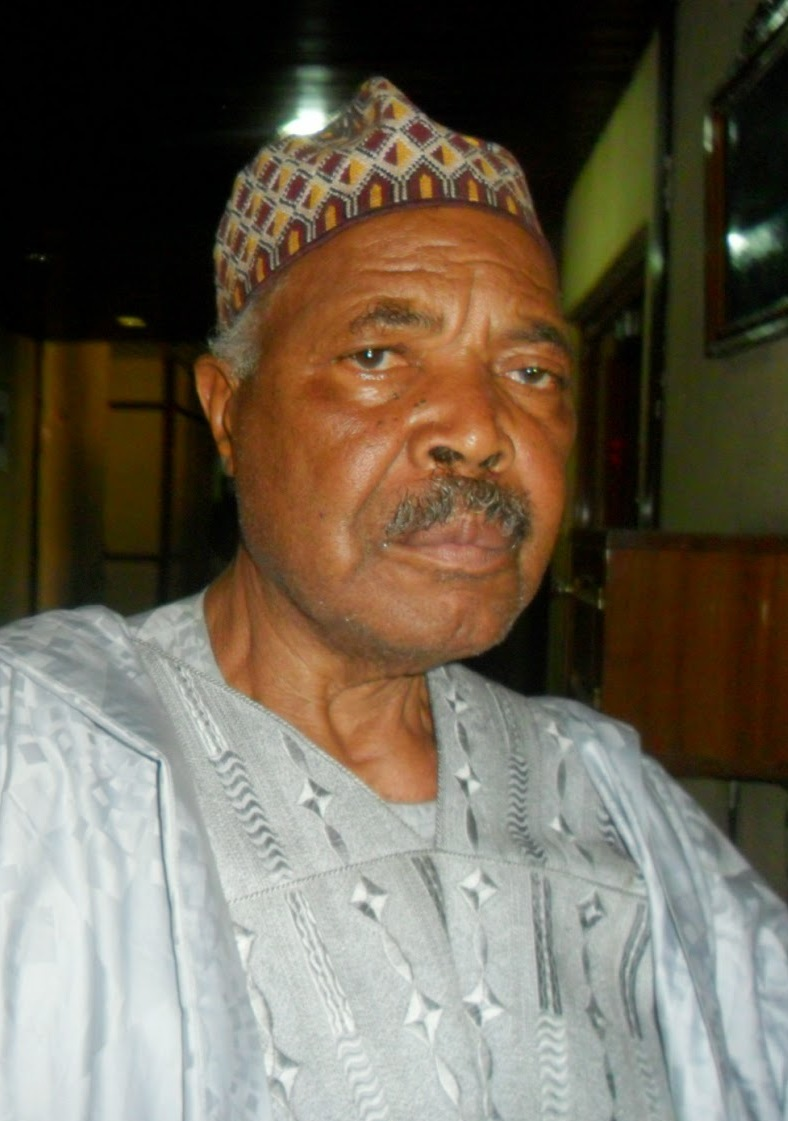
Simon Achidi Achu

Simon Achidi Achu, auch Pa genannt (* 5. November 1934 in Bamenda; † 4. Mai 2021 in den USA) war ein kamerunischer Politiker. Von 1972 bis 1974 war er Justizminister, von 1992 bis 1996 Premierminister des Landes.

## Frühe Jahre
Achu wuchs in Santa in der englischsprachigen Nordwestprovinz des Landes auf. Nach dem Schulbesuch ging er auf die Universität der Hauptstadt Yaoundé. Dort war er Mitbegründer einer Studentenvereinigung, deren erster Präsident er wurde. Später setzte er sein Studium in Marseille fort. Seinen Spitznamen Pa erhielt er für sein freundliches Gemüt.

## Politiker
Ab dem 29. Oktober 1971 gehörte er dem Kabinett an und am 3. Juli 1972 berief ihn der seit der Unabhängigkeit Kameruns von Frankreich am 1. Juni 1960 regierende Präsident Ahmadou Ahidjo zum Justizminister. Er blieb rund zwei Jahre im Amt und kehrte dann nach Santa zurück und führte einen Bauernhof. Nach einigen Jahren außerhalb der Politik wurde er ins Parlament gewählt.
Präsident Paul Biya, seit 1982 Ahidjos Nachfolger, ernannte ihn am 9. April 1992 zum Premierminister einer Koalitionsregierung. Er gehörte zur Partei des Präsidenten, der Demokratischen Sammlung des Kameruner Volkes (RDPC). Durch die Berufung eines englischsprachigen Regierungschef wollte der Präsident Spannungen mit dieser Minderheit im überwiegend französischsprachigen Kamerun verringern. Im Oktober 1992 gab es erstmals Präsidentschaftswahlen mit mehreren Kandidaten, die Biya gewann. In der Außenpolitik musste sich seine Regierung 1994 mit einem Grenzkonflikt mit Nigeria auseinandersetzen, der später unter Vermittlung der Vereinten Nationen beigelegt werden konnte. Nach seinem Rücktritt endete seine Amtszeit am 19. September 1996. Sein Nachfolger wurde Peter Mafany Musonge, der ebenfalls aus dem englischsprachigen Teil des Landes stammt.